# Chora Menino
O bairro de Chora Menino está localizado na Zona Norte da cidade de São Paulo e pertence ao distrito de Santana. É administrado pela Subprefeitura de Santana. O bairro faz divisa com os bairros do Imirim, Santa Teresinha, Santana, Parque Peruche e Lauzane Paulista.

## O Nome
Chora Menino era uma região localizada a alguns metros do vale de Sant'Anna. Em 1897 existia nela um antigo chalé em ruína. Diziam que lá, vivia uma mulher enrugada que atirava os recém-nascidos enjeitados no vale para os urubus devorá-los. Ouvia-se sempre o choro dos meninos. Achava-se que podia ser o choro de uma criança, mas provavelmente eram gatos no cio ou o barulho do vento em eucaliptos.
Houve uma grande epidemia de varíola na cidade em 1875, que atingiu idosos e crianças principalmente. Na zona norte, a doença se espalhou mais entre os jovens, que foram sepultados no cemitério, em cuja capela pais choravam a morte de seus filhos. Também houve um surto de gripe espanhola na cidade em 1918 e havia uma estrada que dava acesso ao bairro com este nome. 

## História

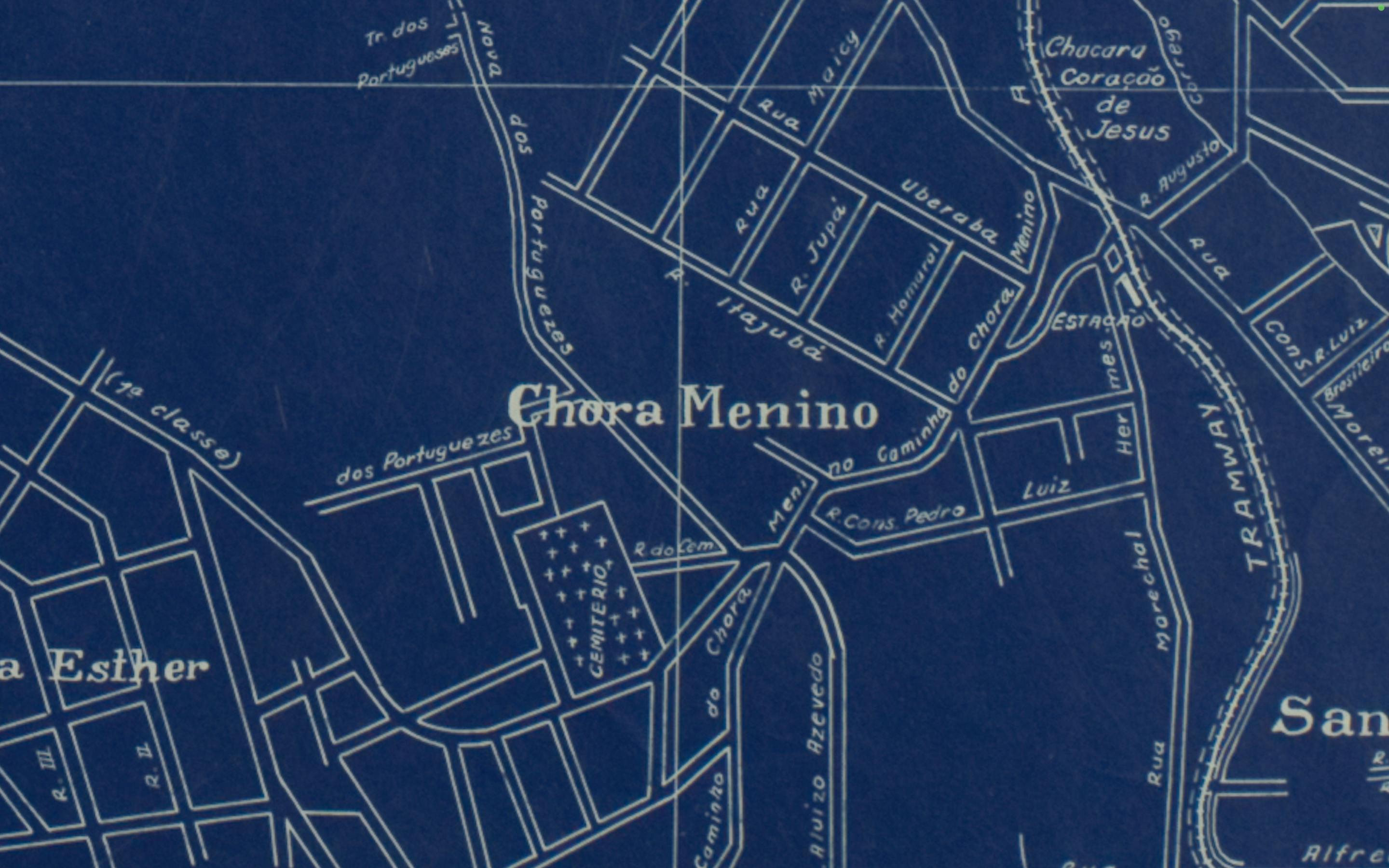
Primeiras vias do bairro, para o cemitério (1930).

O pequeno bairro do Chora Menino nasceu em torno do Cemitério de Santana ou Imirim como também era chamado, que fora inaugurado em 1897. As terras até então se denominavam Capão das Cobras. Nos primeiros anos eram apenas algumas casas longe do centro de Santana e pequenas chácaras lusas que vendiam verduras e flores ao Mercado Central. Em homenagem a esses portugueses há uma rua chamada Nova dos Portugueses.. A partir de 1920 um grande número de imigrantes armênios se instalaram ao redor do cemitério, nas ruas: Dona Elfrida, Av. Imirim, Rua Ararima, Rua Estevão Helwadjian (antiga Rua dos Luzitanos), Rua Nova dos Portugueses,, Rua Clara Camarão, Rua Ana Lins, Rua Benta Pereira, Rua Alfredo Pujol, Rua Pratânia, Rua Abreu Sampaio. Instalou-se também o Externato José Bonifácio (que ensinava a língua, a história e a cultura da Armênia). Também instalou-se a Igreja Evangélica dos Irmãos Armênios.

## Pontos de Interesse
- Colégio Bras Leme[4]
- Faculdade Mozarteum de São Paulo [5]
- Cemitério Chora Menino